# Janusz Brzozowski
Janusz Brzozowski   (Szczecin, 29 de juny de 1951) fou un jugador d'handbol polonès que va competir durant les dècades de 1970 i 1980.
El 1976 va prendre part en els Jocs Olímpics de Mont-real, on va guanyar la medalla de bronze en la competició d'handbol. Quatre anys més tard, als Jocs de Moscou, finalitzà en setena posició en la mateixa competició. En el seu palmarès també destaca una medalla de bronze al Campionat del món d'handbol de 1982.